# ضعف وجهي
الضعف الوجهي هو علامة طبية تترافق مع مجموعة متنوعة من الحالات الطبية. بعض الحالات الخاصة تترافق مع الضعف الوجهي تتضمن:
- السكتة الدماغية
- الورم الليفي العصبي
- شلل بيل
- متلازمة رامسي-هانت
- تسرب السائل النخاعي التلقائي

## وصلات خارجية
- Differential diagnosis
- Diagram of appearance in stroke